# Премия Михаила Брина в области динамических систем
Премия Михаила Брина в области динамических систем — научная премия, присуждаемая математикам, достигшим значительных успехов в области динамических систем и получившим докторские степени не более, чем за 14 лет до награждения. Учредитель — математик Михаил Брин, профессор Мэрилендского университета в Колледж-Парке, специализировавшийся в области динамических систем, отец сооснователя Google Сергея Брина.
Первое награждение состоялось в 2008 году, с 2009 по 2017 годы вручалась два раза в год, с 2017 года стала ежегодной. Размер премии в 2015 году составлял $15 тыс., среди членов жюри (2013) — Жан Бургейн, Анатолий Каток, Элон Линдерштраус, Яков Песин.
Лауреаты:
- 2008: Джованни Форни[5][6][7][8];
- 2009: Дмитрий Долгопят[9][10][11][12][13][14][15];
- 2011: Артур Авила[16][17][18][19][20];
- 2013: Омари Сарин[21][22][23][24][25][26];
- 2015: Федерико Герц[англ.][27][28][29][30][31][32];
- 2017: Льюис Боуэн;
- 2018: Майк Хохман;
- 2019: Себастьян Гюзель;
- 2020: Коринна Улчиграй[англ.];
- 2021: Тим Остин;
- 2022: Чжижэнь Ван.